# Попоуцы
Попоуцы, Пэпэуць (рум. Păpăuţi) — село в Резинском районе Молдавии. Относится к сёлам, не образующим коммуну.

## География
Село расположено на высоте 155 метров над уровнем моря.

## Население
По данным переписи населения 2004 года, в селе Пэпэуць проживает 1448 человек (710 мужчин, 738 женщин).
Этнический состав села:
| Национальность | Число жителей | Процентный состав |
| -------------- | ------------- | ----------------- |
| молдаване      | 1422          | 98,2              |
| русские        | 17            | 1,17              |
| украинцы       | 8             | 0,55              |
| румыны         | 1             | 0,07              |
| Всего          | 1448          | 100 %             |